# 李巧珍
李巧珍，报章多称为导游阿珍，2000年由湖北羅田縣移民香港，2003年起任职导游，2010年接待安徽零团费旅行團遊客时，不满他们购物少，以普通话破口大骂，过程被旅客拍下，在全国报章及电视台广受报道，引发香港对零团费和导游质素的关注和改革呼声。她曾經被釘牌，但上訴故由原有判罰“永久停牌”，改為2010年9月8日起“停牌半年”。

## 背景
30多岁，原籍湖北罗田县，自称高中毕业，又声称在家乡跟家人开设小工场，曾是罗田罗港皮件制品有限公司针车部的员工，1992年嫁给一名香港厨师。2000年获单程证到香港，当过鞋具售货员及酒楼侍应，因不谙广东话而转职派传单。2003年香港自由行开放，对能操普通话的导游需求大增，她因而获聘任为导游，负责接待内地购物团。她在业内以手法狠辣见称，在2010年前一年，曾因强迫旅客购物服务态度欠佳，被香港旅游业议会停牌1个月。

## 事件
2010年3月，一个由安徽合肥出发到香港的旅行团，以610元人民币，招待旅客来港4日3夜。旅行社安排旅客从合肥乘火车到东莞，然后有两架旅游巴接他们从罗湖过关，交给香港的导游，但旅客报团后，全无票据。
抵达香港后，旅行团交由香港金凯国际旅游的导游李巧珍接待，导游因旅客在珠宝店、化妆品百货等地购物不足，在旅游巴上大发雷霆。根据视频影片，李巧珍以流利普通话说：“世界怎可能有免费午餐，你想想，你们付一千多块，连飞机票都不够，我们不是做慈善事，要做善事我做呀，汶川大地震阿珍就捐了一万零五百元啊！”又指：“现在是你们欠着我的，不是我欠着你，我给你吃，给你住，但是你们不付出，你这辈子不还，下辈子也会要还出来！”在离开珠宝店、前往钟表店的路上时她警告：“我们下面手表店一个半小时，我不管你任何人，不要跟我说‘我没有需要’！那等一下吃饭的时候，你说‘我也没有需要去吃’、今天晚上住酒店我会把酒店的房门全部给锁上，我们没有需要去住的。消费不够嘛！”，并说：“在家穷就没有所谓，走出来就不要这样子！”
期间，为安徽省泾县消费者协会担任“义务监督员”的王先生，将过程拍下，2011年3月在视频网站土豆网上，以东方之子9的名义发表，初时只会网络上流传，直到7月15日，获全国逾十多间电视台转载，翌日成为香港多份报章的头条新闻。

## 相關媒體創作
2013年，無綫電視爆笑喜劇《老表，你好嘢》中由湯盈盈飾演的司馬淑貞，該角色在劇初的造型和於第二集中辱罵遊客的對白都是模仿李巧珍，因內容搞笑，得到正面回應.